# Bodo Kirchhoff
Bodo Kirchhoff (ur. 6 lipca 1948 w Hamburgu) – niemiecki pisarz.
Studiował pedagogikę na uniwersytecie we Frankfurcie, prowadzi kursy kreatywnego pisania. Jest powieściopisarzem, autorem opowiadań, scenarzystą. Jedna z powieści Niemca Die kleine Garbo (z 2006) ukazała się w Polsce pod tytułem Mała Garbo. Jej akcja rozgrywa się na przestrzeni kilkunastu godzin, a jej głównymi bohaterami są kilkunastoletnia gwiazdka telewizyjna i jej sześćdziesięcioletni porywacz.